# Un posticino tranquillo
Un posticino tranquillo (Claws for Alarm) è un film del 1954 diretto da Chuck Jones. È un cortometraggio d'animazione della serie Merrie Melodies, uscito negli Stati Uniti il 22 maggio 1954. È il secondo di tre corti in cui Porky Pig e Silvestro visitano ambienti spaventosi e solo il gatto si accorge del pericolo; gli altri due sono La fifa fa novanta (1948) e Silvestro, figlio di Giove (1955).
Il cortometraggio è presente in una versione differente nel film-contenitore Daffy Duck's Quackbusters - Agenzia acchiappafantasmi insieme a un breve spezzone del successivo Silvestro, figlio di Giove. In questa versione la destinazione finale di Porky e Silvestro sono le Montagne della Superstizione, ed è stato Daffy Duck a inviarli lì in missione. Inoltre in questa versione Porky è chiamato col suo nome italiano Pallino.

## Trama
Porky e Silvestro sono in viaggio verso Albuquerque nel Nuovo Messico; i due finiscono a Golasecca (Dry Gulch), una città fantasma, e il maialino decide di trascorrere la notte in un hotel abbandonato. Silvestro si accorge subito che degli occhi minacciosi li spiano dalle fessure nei muri, ma Porky non li vede e rimprovera Silvestro per i suoi tentativi di dissuaderlo dal passare la notte lì dentro. Gli occhi che spiano i due appartengono a un gruppo di topi che fa di tutto per ucciderli; Silvestro sventa tutti questi attentati, causando però le ire di Porky che continua a non trovare nulla di spaventoso o pericoloso nella situazione. Improvvisamente compare un fantasma e, dopo numerosi attacchi, Silvestro riesce a impadronirsi del fucile usato dai topi e lo utilizza per fare la guardia tutta la notte. All'alba Porky si sveglia ben riposato, mentre Silvestro è ormai allo stremo delle forze; il maialino, contento del posto, decide di rimanere per qualche altro giorno, ma il povero Silvestro non riesce a sopportare a quell'idea e quindi lo tramortisce con un colpo in testa e lo carica a viva forza sulla macchina e parte a tutto gas. Mentre l'auto si allontana da Golasecca, Silvestro tira un respiro di sollievo; ma improvvisamente nel quadro elettrico della macchina compaiono gli occhi minacciosi dei topi.

## Distribuzione
Il cartone fu distribuito negli Stati Uniti d'America il 22 maggio 1954 e riscosse un buon successo; viene considerato il migliore della trilogia "spaventosa" di Silvestro e Porky ed è spesso riproposto in televisione come speciale di Halloween.

### Edizione italiana
In Italia il film uscì nel 1970 all'interno del programma Speedy e Silvestro: indagine su un gatto al di sopra di ogni sospetto; per l'occasione fu doppiato dalla SAS e quindi negli anni '80 dalla Effe Elle Due, sotto la direzione di Franco Latini, con dialoghi diversi dagli originali. Nel 1999 il corto fu doppiato più correttamente dalla Time Out Cin.ca per la televisione. In DVD tuttavia è stato usato il secondo doppiaggio.

### Edizioni home video
Il cortometraggio è incluso nel DVD Looney Tunes Collection – Daffy Duck e Porky Pig – Volume 2.